# Larceny, Inc.
Larceny, Inc. is een Amerikaanse filmkomedie uit 1942 onder regie van Lloyd Bacon.

## Verhaal
Een crimineel besluit om een winkel naast een bank te openen als dekmantel. Met zijn vrienden graaft hij eigenlijk een ondergrondse tunnel met als doel om in te breken bij de bank. Onverwachts wordt zijn winkel echter een groot succes als zijn geadopteerde dochter en haar vriend zich ermee bemoeien. De boef staakt de criminele plannen en richt zich op zijn nieuwe carrière als verkoper, maar problemen ontstaan als een oude vriend plotseling aanklopt en koste wat het kost door wil gaan met de plannen om de bank te beroven.

## Rolverdeling
| Acteur             | Personage           |
| ------------------ | ------------------- |
| Edward G. Robinson | Pressure Maxwell    |
| Jane Wyman         | Denny Costello      |
| Broderick Crawford | Jug Martin          |
| Jack Carson        | Jeff Randolph       |
| Anthony Quinn      | Leo Dexter          |
| Edward Brophy      | Weepy Davis         |
| Harry Davenport    | Homer Bigelow       |
| John Qualen        | Sam Bachrach        |
| Barbara Jo Allen   | Mademoiselle Gloria |
| Grant Mitchell     | Mijnheer Aspinwall  |
| Jackie Gleason     | Hobart              |
| Andrew Tombes      | Oscar Engelhart     |
| Joe Downing        | Smitty              |
| George Meeker      | Mijnheer Jackson    |
| Fortunio Bonanova  | Anton Copoulos      |